# Liste des épisodes de Gundam Seed
Cette page recense les épisodes de la série animée Mobile Suit Gundam SEED ainsi que ses œuvres animées dérivées.

## Courts et moyens‑métrages

### Principaux

#### Mobile Suit Gundam Seed
Série animée originale sortie en 2002.

#### Mobile Suit Gundam Seed Destiny
Suite dérivée de Mobile Suit Gundam SEED sortie en 2004.

#### Mobile Suit Gundam Seed Freedom Zero
Présuite à venir du film animé Mobile Suit Gundam SEED FREEDOM, suite dérivée de Mobile Suit Gundam SEED DESTINY.

### Autres

#### Mobile Suit Gundam Seed MSV Astray
Adaptations animées promotionnelles de Mobile Suit Gundam SEED ASTRAY, parallèle à Mobile Suit Gundam SEED, sorties en 2004.

#### Mobile Suit Gundam Seed C.E.73 Stargazer
Mini‑série dérivée de Mobile Suit Gundam SEED DESTINY sortie en 2006.

## Longs‑métrages

### Principaux

#### Mobile Suit Gundam Seed Freedom
Suite filmique de Mobile Suit Gundam SEED DESTINY sortie en 2024.

### Autres

#### Mobile Suit Gundam Seed Special Edition
Compilation filmique retravaillée de Mobile Suit Gundam SEED sortie en 2004.

#### Mobile Suit Gundam Seed Destiny Special Edition
Compilation filmique retravaillée de Mobile Suit Gundam SEED DESTINY sortie en 2006.

#### Mobile Suit Gundam Seed Freedom Special Edition
Version longue en deux volets du film animé Mobile Suit Gundam SEED FREEDOM sortie en 2024.